# 迈济库尔
迈济库尔（法語：Maizicourt，法語發音：[mɛzikuʁ]）是法国上法蘭西大區索姆省的一个市镇，属于亚眠区。

## 地理
迈济库尔（50°11'45"N, 2°7'21"E）面积5.8 平方千米，位于法国上法蘭西大區索姆省，该省份为法国北部沿海省份，北起加来海峡省和北部省，西接滨海塞纳省和大西洋英吉利海峡，南至瓦兹省，东临埃纳省。
与迈济库尔接壤的市镇（或旧市镇、城区）包括：欧克西堡、博瓦尔瓦旺、阿让维尔、贝尔纳特尔、蒙蒂尼莱容格勒尔、圣阿舍尔。

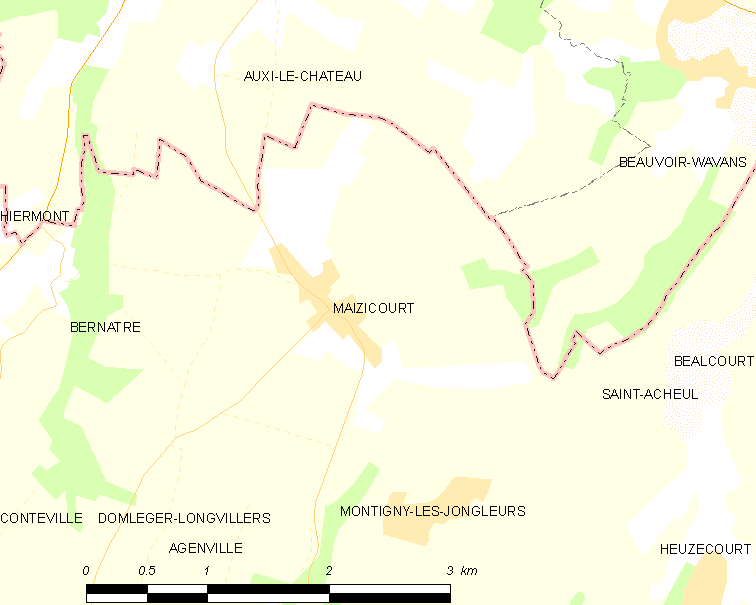
迈济库尔的OSM定位图

迈济库尔的时区为UTC+01:00、UTC+02:00（夏令时）。

## 行政
迈济库尔的邮政编码为80370，INSEE市镇编码为80503。

## 政治
迈济库尔所属的省级选区为杜朗县。

## 人口

1962-2008年间迈济库尔人口变化图示

迈济库尔于2022年1月1日时的人口数量为187人。